# NGC 5165
NGC 5165 este o galaxie lenticulară situată în constelația Fecioara. A fost descoperită în 5 mai 1883 de către Ernst Wilhelm Tempel. Se află la o distanță de 100,81 megaparseci de Pământ.